# Fórmula de Grassmann

Dos planos y su recta intersección. Estos determinan subespacios de R^{3}.

En álgebra lineal y en geometría afín, la fórmula de Grassmann es una expresión que relaciona la dimensión de dos subespacios con las dimensiones de la intersección y de la suma de dichos subespacios.
Como ejemplo, considérense dos planos en el espacio de tres dimensiones, de modo que compartan un origen común. Cada uno de estos planos, por separado, tiene dos dimensiones. Si los planos son distintos, sus puntos son coincidentes sobre una misma recta que determina su intersección.
Cada plano puede considerarse como un subespacio de dos dimensiones, y la recta como el subespacio intersección. La suma de ambos planos constituye todo el espacio, por ser este último el de máxima dimensión posible. La dimensión de este espacio suma es tres.
Si se suman las dimensiones de los planos individuales y se resta la dimensión de la recta, se obtiene la dimensión del espacio tridimensional. Por lo tanto, bajo estas condiciones, es posible afirmar que la dimensión del espacio suma es igual a la suma de las dimensiones de los subespacios individuales, menos su intersección. Este último es, precisamente, el enunciado de Grassmann.

## Enunciado
Dado un espacio vectorial sobre un cuerpo cualquiera, sean U y V dos conjuntos que determinan subespacios. La fórmula de Grassmann relaciona las dimensiones de U y V de la siguiente manera.
| dim(U + V) = dim U + dim V — dim(U ∩ V) |

## Demostración
Sean dos subespacios vectoriales U y V, en un espacio vectorial definido sobre un cuerpo {\displaystyle \mathbb {K} }. Considérense las bases
- {\displaystyle B_{1}=\{a_{1},\dots ,a_{r},u_{1},\dots ,u_{p}\}}
- {\displaystyle B_{2}=\{a_{1},\dots ,a_{r},v_{1},\dots ,v_{q}\}}
- {\displaystyle B_{3}=\{a_{1},\dots ,a_{r}\}}

y el sistema {\displaystyle B_{4}=\{a_{1},\dots ,a_{r},u_{1},\dots ,u_{p},v_{1},\dots ,v_{q}\}} de modo que se cumpla {\displaystyle U\cap V=\mathrm {gen} (B_{3})}, entonces {\displaystyle U=\mathrm {gen} (B_{1})} y {\displaystyle V=\mathrm {gen} (B_{2})}, basta completar {\displaystyle B_{3}} con los vectores correspondientes.
Además, como {\displaystyle B_{4}=B_{1}\cup B_{2}}, se tiene {\displaystyle U+V=\mathrm {gen} (B_{4})}.
Es necesario demostrar primero que el sistema {\displaystyle B_{4}} es efectivamente una base, para esto basta con que sus vectores sean linealmente independientes, ya que generan al subespacio suma {\displaystyle U+V}.
| Independencia entre los vectores de B4 |
| Se toma una combinación lineal de los vectores de {\displaystyle B_{4}} y se la iguala al vector nulo, que será denotado como 0. Así, puede comprobarse que la única posibilidad de conseguir el vector nulo es anular simultáneamente todos los coeficientes. {\displaystyle \alpha _{1}a_{1}+\dots +\alpha _{r}a_{r}+\mu _{1}u_{1}+\dots +\mu _{p}u_{p}+\nu _{1}v_{1}+\dots +\nu _{q}v_{q}={\mathbf {0} }} con {\displaystyle \alpha _{h},\mu _{i},\nu _{j}\in \mathbb {K} } para todos los h, i, j. Tómese ahora un vector en V de la forma (1){\displaystyle v=-\nu _{1}v_{1}-\dots -\nu _{q}v_{q}} La igualdad anterior queda así (2){\displaystyle {\begin{aligned}\alpha _{1}a_{1}+\dots +\alpha _{r}a_{r}+\mu _{1}u_{1}+\dots +\mu _{p}u_{p}-v&=&\mathbf {0} \\\alpha _{1}a_{1}+\dots +\alpha _{r}a_{r}+\mu _{1}u_{1}+\dots +\mu _{p}u_{p}&=&v\end{aligned}}} Pero la expresión de la izquierda es una combinación lineal de elementos de la base {\displaystyle B_{1}}, luego debe ser también {\displaystyle v\in U}, y como dijimos que {\displaystyle v\in V} esto implicia que {\displaystyle v\in U\cap V}. Esta relación nos permite expresar a {\displaystyle v} en la base {\displaystyle B_{3}} de la intersección: (3){\displaystyle v=\beta _{1}a_{1}+\dots +\beta _{r}a_{r}} para ciertos escalares {\displaystyle \beta _{i}}. Igualamos (1) y (3), queda {\displaystyle {\begin{array}{rcl}-\nu _{1}v_{1}-\dots -\nu _{q}v_{q}&=&\beta _{1}a_{1}+\dots +\beta _{r}a_{r}\\\beta _{1}a_{1}+\dots +\beta _{r}a_{r}+\nu _{1}v_{1}+\dots +\nu _{q}v_{q}&=&\mathbf {0} \end{array}}} que es una combinación lineal de elementos de la base {\displaystyle B_{2}} y por lo tanto linealmente independientes, es decir que para esta igualdad obtenemos {\displaystyle \beta _{i}=0} y {\displaystyle \nu _{j}=0}. Esto implica que {\displaystyle v=\mathbf {0} }. Luego, en (2) {\displaystyle \alpha _{1}a_{1}+\dots +\alpha _{r}a_{r}+\mu _{1}u_{1}+\dots +\mu _{p}u_{p}=\mathbf {0} } que es una combinación de elementos de la base {\displaystyle B_{1}}. Por lo tanto, se obtuvo que los escalares son, necesariamente, nulos. Quedó entonces demostrado que {\displaystyle B_{4}} es linealmente independiente, y por lo tanto base de {\displaystyle U+V}, ya que partimos de la ecuación {\displaystyle \alpha _{1}a_{1}+\dots +\alpha _{r}a_{r}+\mu _{1}u_{1}+\dots +\mu _{p}u_{p}+\nu _{1}v_{1}+\dots +\nu _{q}v_{q}={\mathbf {0} }} y llegamos a deducir que esto implica {\displaystyle \alpha _{1}=\dots =\alpha _{r}=\mu _{1}=\dots =\mu _{p}=\nu _{1}=\dots =\nu _{q}=0}. |

Según las propiedades de la suma,

{\displaystyle p+q+r=(p+r)+(q+r)-r}

pero esto equivale a 

{\displaystyle \dim(U+V)=\dim(U)+\dim(V)-\dim(U\cap V)}

QED.